# Теорема Вейерштрасса о целых функциях

## Теорема
Любая целая функция {\displaystyle f}, имеющая не более чем счётное количество нулей {\displaystyle \{0\}\cup \{a_{n}\}\to \infty }, где точка 0 — нуль порядка {\displaystyle \lambda }, может быть представлена в виде бесконечного произведения вида
{\displaystyle f(z)=z^{\lambda }e^{h(z)}\prod _{n=1}^{\infty }\left(1-{\frac {z}{a_{n}}}\right)\exp \left({\frac {z}{a_{n}}}+{\frac {1}{2}}\left({\frac {z}{a_{n}}}\right)^{2}+\dots +{\frac {1}{p_{n}}}\left({\frac {z}{a_{n}}}\right)^{p_{n}}\right)},
где {\displaystyle h} — некоторая целая функция, а неотрицательные целые числа {\displaystyle p_{n}} подобраны таким образом, чтобы ряд 
{\displaystyle \sum _{n=1}^{\infty }{\frac {1}{p_{n}+1}}\left|{\frac {z}{a_{n}}}\right|^{p_{n}+1}}
сходился при всех {\displaystyle z}.
При {\displaystyle p_{n}=0} соответственная множителю номер n экспонента опускается (считается равной {\displaystyle \exp(0)=1}).
На случай кратных корней эта теорема обобщается следующим образом. Самым общим выражением для целой функции {\displaystyle f}, которая в заданных точках  точках {\displaystyle z=a_{k}} ({\displaystyle a_{k}\to \infty }) имеет нули кратности {\displaystyle n_{k}}, является произведение
{\displaystyle f(z)=z^{n_{0}}e^{h(z)}\prod _{k=1}^{\infty }\left\{\left(1-{\frac {z}{a_{k}}}\right)\exp \left({\frac {z}{a_{k}}}+{\frac {1}{2}}\left({\frac {z}{a_{k}}}\right)^{2}+\dots +{\frac {1}{p_{k}}}\left({\frac {z}{a_{k}}}\right)^{p_{k}}\right)\right\}^{n_{k}}},
где {\displaystyle h} — произвольная целая функция, а неотрицательные целые числа {\displaystyle p_{n}} подобраны таким образом, чтобы ряд 
{\displaystyle \sum _{k=1}^{\infty }{\frac {n_{k}}{p_{k}+1}}\left|{\frac {z}{a_{k}}}\right|^{p_{k}+1}}
сходился при всех {\displaystyle z}.

## Примеры
Разложение синуса и косинуса в бесконечное произведение. 
{\displaystyle \sin \pi z=\pi z\prod _{n\neq 0}\left(1-{\frac {z}{n}}\right)e^{z/n}=\pi z\prod _{n=1}^{\infty }\left(1-{\frac {z^{2}}{n^{2}}}\right)}
{\displaystyle \cos \pi z=\prod _{q\in \mathbb {Z} ,\,q\;{\text{odd}}}\left(1-{\frac {2z}{q}}\right)e^{2z/q}=\prod _{n=0}^{\infty }\left(1-{\frac {4z^{2}}{(2n+1)^{2}}}\right)}

## Замечание
Данная теорема, как и теорема Миттаг-Леффлера, представляет собой обобщение известного свойства — разложения многочленов на сомножители — на случай целых функций.